# Henry Joy McCracken

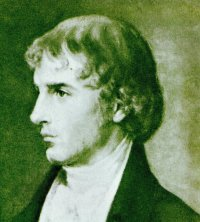
Henry Joy McCracken auf einem Gemälde von Sarah Cecilia Harrison

Henry („Harry“) Joy McCracken (* 31. August 1767 in Belfast, Ulster, Irland; † 17. Juli 1798 in Belfast) war ein Textilunternehmer, irischer Freiheitskämpfer und Mitglied der Society of United Irishmen. Er wurde als einer der Anführer der Irischen Rebellion von 1798 hingerichtet.

## Elternhaus
Henry Joy McCracken, von seiner Familie Harry genannt, war das fünfte von sechs überlebenden Kindern (vier Söhne und zwei Töchter) von John McCracken (1721–1803) und dessen Frau Ann McCracken, geb. Joy (1731–1814). Die McCrackens und die Joys waren zwei der angesehensten Familien in Belfast. Beide Familien gehörten der Presbyterianischen Kirche an. Die McCrackens stammten von Ulster-Schotten ab, während die Vorfahren der Joys Hugenotten waren. John McCracken war Kapitän und Unternehmer, gründete 1758 eine der größten Seilereien der Stadt, war der führende Segeltuchhändler in Belfast und Mitbegründer einer der ersten Baumwollspinnereien in der Francis Street. Darüber hinaus gründete er die Marine Charitable Society, eine Seemannsmission. Seine Frau Ann war die Tochter von Francis Joy, dem Besitzer einiger wichtiger Papierfabriken und Druckereien und zudem Gründer der noch heute bestehenden Tageszeitung Belfast News Letter. 1737 gegründet, ist sie heute die älteste noch erscheinende englischsprachige Tageszeitung der Welt.

## Kindheit und Jugend
McCracken wurde in der High Street 39 in Belfast geboren. Er besuchte neben der örtlichen Oberschule auch die Schule von David Manson, eines Reformpädagogen. Er war ein guter Schüler und interessierte sich früh für Mechanik, wobei er Talent beim Nachbau und der Verbesserung von Maschinen zeigte. Weil er für eine Karriere im Textilhandel des väterlichen Betriebs vorgesehen war, erlernte er das Weberhandwerk, Buchführung und Absatzwirtschaft.

## Unternehmertum und Politik
Mit 22 Jahren wurde Henry Joy McCracken zum Leiter der Baumwollfabrik in der Francis Street ernannt. Aus Stolz wegen seiner Herkunft, benutzte er stets beide Familiennamen. Er teilte auch die christlichen und philanthropischen Werte seiner Eltern. So achtete er als Arbeitgeber auf das Wohlergehen seiner Arbeiter und beschäftigte in seinem Haus Katholiken, was zu dieser Zeit unüblich war.
1788 gründete er mit seiner Schwester Mary Ann McCracken, der er zeitlebens eng verbunden war, eine Sonntagsschule, um armen Kindern Lesen und Schreiben beizubringen und sie religiöser Erziehung zuzuführen. Später gründete er noch eine Bibliothek für die Arbeiter von Belfast. Auf seinen Geschäftsreisen beobachtete er immer wieder die Unterdrückung der Armen, insbesondere durch die Anglikanische Kirche, die die Abgabe des Kirchenzehnten auch von Presbyterianern und Katholiken nur für ihre Zwecke nutzte. Ungerechtigkeit und benachteiligende Gesetzgebung weckten mehr und mehr seinen Widerstandsgeist. So lernte er im Umfeld der Gottesdienste in der presbyterianischen Gemeinde in der Rosemary Street, der ein liberaler Pastor namens Sinclair Kelburn vorstand, Gleichgesinnte kennen, die in ihren Kreisen auch über die Errungenschaften der Französischen Revolution sprachen und den gerade erschienenen ersten Teil des Buches Die Rechte des Menschen von Thomas Paine diskutierten.
Er schloss unter anderem Freundschaft mit Robert Emmet und Theobald Wolfe Tone, nahm an Geheimtreffen teil und war dabei, als in Belfast am 14. Oktober 1791 die Society of United Irishmen gegründet und am 18. Oktober ihr erstes Treffen abgehalten wurde. McCracken konnte seine politischen Aktivitäten unter dem Deckmantel seines Baumwollgeschäfts verbergen. Die Behörden wurden jedoch bald auf ihn aufmerksam. Im Juli 1792 nahm er als Offizier der Grünen Kompanie des Belfast Regiments der Irish Volunteers mit seinen Brüdern Francis und William an einer Parade teil, die an den Sturm auf die Bastille erinnern sollte.

## Im Untergrund
England befand sich im Krieg mit Frankreich und befürchtete, dass die geografische Lage Irlands von Feinden genutzt werden könnte, um es zu überfallen. Die irische Regierung erteilte daher die Order Yeoman-Milizen auszuheben. Die United Irishmen wurden 1793 verboten. Ihre Mitglieder blieben zum großen Teil im Untergrund tätig und begannen nun damit, sich eine mehr militärische Struktur zu geben. In Ulster war eine weitere Geheimorganisation tätig, die Defenders, die im direkten Konflikt mit den Orangemen standen. Gemeinsam mit Charles Teeling bezahlte McCracken in Armagh Anwälte, um Fälle von Katholiken zu vertreten, denen Unrecht durch die Protestanten widerfahren war. Aufgrund dieser Verdienste wurde er, obwohl er Presbyterianer war, zum Kommandanten der strikt katholischen Defenders ernannt. 1795 erneuerten die United Irishmen ihren Eid, für ein freies Irland zu kämpfen. McCracken wurde nun zum führenden Mitglied der Organisation. Er zog nach Holywood im County Down, wo er sich gemeinsam mit Thomas Russell um United-Angelegenheiten kümmerte. Seine guten Verbindungen zur Arbeiterschaft zahlten sich aus, wenn es darum ging, katholische Arbeiter für die Sache der Defenders zu gewinnen. Er wollte ein Bündnis zwischen Defenders und United Irishmen schließen, was ihm im Sommer 1796 auch gelang. Zurück aus Holywood, versuchte er erneut, seine politischen Aktivitäten als Geschäftsreisen zu tarnen.

## Gefangenschaft in Kilmainham
Theobald Wolfe Tone hatte die Franzosen 1796 davon überzeugen können, ein Expeditionsheer unter Lazare Hoche nach Irland zu schicken. Wegen widriger Wetterverhältnisse kam die Flotte mit ihren 15.000 Soldaten aber nie dort an. Dennoch waren die Engländer gewarnt. Am 16. September 1796 erließen die Behörden Haftbefehl gegen die Führer der United Irishmen. Während der ersten Verhaftungswelle war Henry Joy McCracken noch auf Reisen. Als er jedoch am 10. Oktober heimkehrte, wurde er gefasst. Er kam ohne Gerichtsverhandlung ins Gefängnis von Kilmainham in Dublin. Im April 1797 wurde auch sein Bruder William dort inhaftiert, nachdem dieser durch einen Informanten namens Edward Newell verraten worden war. In den feuchten Zellen des Gefängnisses erkrankte Henry an Rheumatismus. Erst nach über einem Jahr Gefangenschaft in Kilmainham ohne Prozess, erwirkte die Familie seine Freilassung und die seines Bruders gegen Kaution am 8. Dezember 1797. William flüchtete daraufhin ins Exil nach Amerika.

## Der Aufstand von 1798
Henry Joy McCracken musste sich von den gesundheitlichen Strapazen erholen, begann aber bald darauf seine United-Aktivitäten wieder aufzunehmen. Er wurde in den Vorstand von Ulster berufen und zum Delegierten für den Nationalkonvent der United Irishmen ernannt, der sich am 26. Februar 1798 in der Shakespeare Gallery in Dublin versammelte. Auf dem Konvent setzte er sich für einen sofortigen Beginn des Aufstands ein und kündigte an, dass er 7000 Männer in Antrim aufbieten könnte. Doch der Konvent wurde abgebrochen, ohne dass ein festes Datum für den Aufstand geplant worden wäre. Die Mehrheit der Delegierten wollte das Eingreifen der Franzosen abwarten. Als die Mitglieder des Leinster-Direktoriums der United Men am 12. März verhaftet wurden, war McCracken noch in Dublin, konnte aber entkommen.
Der Beginn des Aufstands wurde nun von Lord Edward Fitzgerald auf den 23. Mai festgelegt.
Als McCracken Mitte Mai nach Belfast zurückkam, musste er feststellen, dass die Führungsriege dort zögerte. Während der Aufstand in Dublin im Vorfeld verraten und von den Regierungstruppen vereitelt werden konnte, schlugen die United Irishmen im County Wexford am 26. Mai zu. Am 1. Juni trat der General der United Irish von Antrim, Robert Simms, zurück, und auch etliche Obristen weigerten sich, ohne französische Unterstützung zu kämpfen. McCracken war jedoch überzeugt, dass die Iren für ihre Sache selbst eintreten müssten und wurde am 4. Juni zum General von Antrim und obersten Befehlshaber der United Irishmen im Norden gewählt. Er begann sofort damit, den Aufstand zu planen und erteilte Befehle an die örtlichen Kommandanten. Mit seinem Generalstab entwarf er die Strategie, die Truppen aufzuteilen und zeitgleich in Antrim Town und Randalstown anzugreifen, sowie in Ballynahinch, Saintfield, Newtownards und Portaferry im County Down.
Am Morgen des 7. Juni hisste McCracken, als Kommandant der Rebellen einen grünen Uniformmantel tragend, in Roughfort die Flagge der United Irishmen. Die Truppen sammelten sich auf dem Hügel von Donegore. Doch von den rund 8000 Rebellen entschied sich die Mehrheit dafür, nicht an den folgenden Kämpfen teilzunehmen. So erreichte McCracken letztlich Antrim mit einer Streitmacht von 2000 United Men und Defenders und griff die Garnison an. Sie stießen dort lediglich auf eine Truppe des 22. Dragonerregiments der Britischen Armee, eine Kompanie der Antrim-Yeomen und etwa 40 bewaffnete Zivilisten, so dass die Schlacht zunächst zugunsten der Rebellen verlief. Als jedoch der geplante Zusammenschluss mit den Einheiten aus Randalstown misslang, während die Briten Verstärkung aus Belfast und Lisburn bekamen, wendete sich die Lage und ein Großteil der Rebellen flüchtete vom Schlachtfeld. McCracken hatte in seiner militärischen Unerfahrenheit den Fehler begangen, die Wege nach Antrim nicht abzusichern, so dass die britischen Einheiten aus Belfast ihnen in den Rücken fallen konnten. Er befahl den Rückzug und wandte sich mit seinen etwa 100 verbliebenen Männern nach Ballymena, das inzwischen von den United Men hatte erobert werden können.
Auf dem Berg Slemish waren sie zunächst in Sicherheit, bis sie von anrückenden feindlichen Truppen vertrieben wurden. Einige wandten sich daraufhin weiter nach Norden, McCracken jedoch entschied sich dafür, in die Richtung des County Down zu marschieren, wo man vielleicht auf andere Kolonnen der United Men treffen würde. Auf dem Weg dorthin erreichte ihn am 14. Juni die Nachricht, dass sich die Engländer, die zunächst ihre Hauptstreitmacht zur Abwehr des Angriffes auf Antrim eingesetzt hatten, anschließend Richtung Down gewandt hatten und die Rebellen-Divisionen in Ballynahinch am Vortag zerschlagen hatten. Er zog sich daher in die Berge oberhalb von Belfast zurück, wo er Unterschlupf im Cottage von David Bodle fand, einem Arbeiter, mit dessen Tochter Mary er vor vier Jahren eine uneheliche Tochter gezeugt hatte. McCrackens Schwester Mary Ann nahm dort Kontakt mit ihm auf und besorgte ihm Geld, frische Kleidung, einen gefälschten Pass und eine Passage nach Amerika auf einem ausländischen Schiff, das am Belfast Lough, der Bucht von Belfast, auf ihn warten würde.
Nachdem er die Nacht auf den 7. Juli in einem sicheren Haus in Greencastle verbracht hatte, trat er morgens mit zwei Kameraden, Gavin Watt und John Queeny, als Zimmermänner verkleidet und Taschen mit Werkzeug tragend, auf die Straße. Dort stießen sie auf einen Trupp Yeomen, von denen einer Henry Joy McCracken als früheren Geschäftspartner erkannte. Sie wurden verhaftet, um sie nach Carrickfergus zu bringen. Auf dem Weg dorthin bemerkte McCracken in den Gesprächen, dass die Yeomen ihnen nicht allesamt feindlich gegenüberstanden. Als sie in einem Pub einkehrten, um dort eine Weile zu verbringen, wurde man sich beinahe einig, dass die Yeomen sie gegen eine Zahlung von 30 Pfund freilassen würden. Ein Yeoman zögerte jedoch, schlich sich davon und kam mit einem Offizier zurück. McCracken wurde im Carrickfergus Castle eingesperrt.

## Verurteilung und Tod

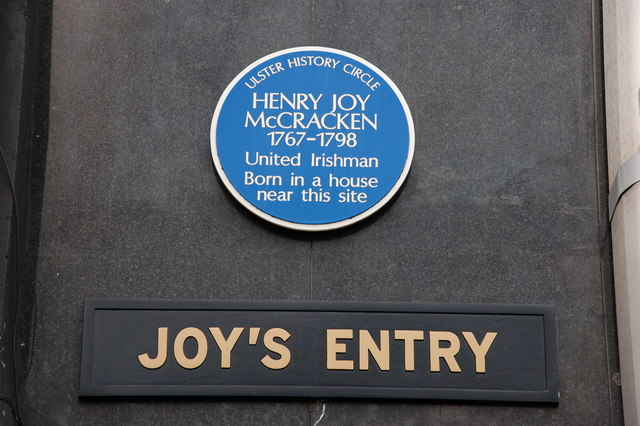
Gedenktafel für Henry Joy McCracken in der High Street in Belfast

Am 16. Juli 1798 kam Henry Joy McCracken vor ein Kriegsgericht unter dem Vorsitz von Oberst Montgomery. Der Prozess gegen ihn kam ins Stocken, als William Thompson, ein englischer Kattundrucker, die Aussage verweigerte und dafür 200 Peitschenhiebe erhielt. Samuel Orr weigerte sich ebenfalls, gegen seinen ehemaligen Kameraden auszusagen. Der Staatsanwalt, John Pollock, ließ daraufhin zwei Zeugen aufrufen, die McCracken noch nie gesehen hatte. Wie in United Men-Prozessen üblich, leisteten die beiden einen Meineid und sagten gegen den Angeklagten aus. Richter Montgomery verurteilte McCracken zum Tode.
Im Laufe des Tages unternahmen die Engländer noch einige Versuche, McCracken dazu zu bewegen, Informationen und Namen preiszugeben und boten ihm dafür an, Milde walten zu lassen. Sie boten ihm sogar an, ins Exil gehen zu dürfen, wenn er die Namen weiterer Anführer des Aufstandes nannte. Er lehnte jedoch jedes dieser Angebote sofort ab.
Am Abend des 17. Juli 1798 wurde Henry Joy McCracken auf dem Marktplatz in der High Street von Belfast gehängt. Ein letzter Ausruf von ihm wurde durch berittene Soldaten verhindert, die ihn absichtlich lärmend übertönten.
Der Oberbefehlshaber der Britischen Armee in Belfast, General Nugent, erlaubte die Leiche an seine Schwester Mary Ann zu übergeben, unter der Bedingung, dass er noch vor Einbruch der Dunkelheit beerdigt würde. Er wurde auf dem St. George’s Churchyard begraben und einige Jahre später auf den Friedhof in der Clifton Street umgebettet.

## Verbleib der Tochter
Die Familie erfuhr erst nach dem Tod des Sohnes von dessen unehelicher Tochter mit Mary Bodle. Er selbst hatte stets damit gehadert, dass er keine Zeit und Gelegenheit gehabt hatte, sich um sie zu kümmern. Nach seinem Tod adoptierte die Familie die damals Vierjährige. Maria blieb die Vertraute von Henrys Schwester Mary Ann bis zu deren Tod 1866.

## Trivia
Der Liedtexter Patrick Joseph McCall widmete dem Rebellen rund einhundert Jahre später seinen noch heute populären Folksong Henry Joy McCracken.